# Amber Guaraglia
Amber Guaraglia (14 ottobre 1975) è un'ex sciatrice alpina statunitense.

## Biografia
Specialista delle prove veloci originaria di Larkspur, la Guaraglia debuttò in campo internazionale in occasione dei Mondiali juniores di Monte Campione/Colere 1993 ed esordì in Coppa del Mondo il 30 novembre 1996 a Lake Louise in discesa libera, senza completare la prova. Nel 1997 conquistò l'ultima vittoria in Nor-Am Cup, il 30 gennaio a Sugarloaf in discesa libera, e ottenne il miglior piazzamento in Coppa del Mondo, il 7 marzo a Mammoth Mountain in supergigante (38ª); prese per l'ultima volta il via nel massimo circuito internazionale il 6 dicembre 1997 a Lake Louise in supergigante (44ª), mentre in Nor-Am Cup conquistò l'ultimo podio il 14 febbraio 1998 a Crested Butte in discesa libera (3ª). Si ritirò al termine di quella stessa stagione 1997-1998 e la sua ultima gara fu lo slalom gigante dei Campionati statunitensi 1998, disputato il 24 marzo a Jackson Hole e chiuso dalla Guaraglia al 42º posto; non prese parte a rassegne olimpiche o iridate.

## Palmarès

### Nor-Am Cup
- Miglior piazzamento in classifica generale: 8ª nel 1998
- 11 podi (dati dalla stagione 1994-1995):
  - 3 vittorie
  - 2 secondi posti
  - 6 terzi posti

#### Nor-Am Cup - vittorie
| Data            | Località  | Paese       | Specialità |
| --------------- | --------- | ----------- | ---------- |
| 2 gennaio 1996  | Sugarloaf | Stati Uniti | SG         |
| 27 gennaio 1997 | Sugarloaf | Stati Uniti | SG         |
| 30 gennaio 1997 | Sugarloaf | Stati Uniti | DH         |

Legenda:

DH = discesa libera

SG = supergigante